# Grandmenil
Grandmenil (Waals: Grand-Mayni-e-l'-Årdene, Nederlands: Grootmenil) is een plaats en deelgemeente van de Belgische gemeente Manhay.
Grandmenil ligt in de provincie Luxemburg en was tot 1 januari 1977 een zelfstandige gemeente. In de deelgemeente liggen twee kernen: Grandmenil zelf en Manhay. Bij de vorming van de gemeente Grandmenil was Manhay nog een klein gehucht, waardoor de gemeente naar Grandmenil werd genoemd. Bij de gemeentefusie van 1977 werd wel voor de naam Manhay gekozen.

## Demografische ontwikkeling
- Bronnen:NIS, Opm:1831 tot en met 1970=volkstellingen, 1976= inwoneraantal op 31 december

## Bezienswaardigheden
- Tankmonument
- Manhay History 44 Museum

Deelgemeenten: Dochamps · Grandmenil · Harre · Malempré · Odeigne · Vaux-Chavanne

Overige plaatsen: Roche-à-Frêne · Fays · Freyneux · Lamorménil

Belgische gemeenten · Arrondissement Marche-en-Famenne · Luxemburg · Wallonië